# Fischerina
Fischerina es un género de foraminífero bentónico de la subfamilia Fischerininae, de la familia Fischerinidae, de la superfamilia Cornuspiroidea, del suborden Miliolina y del orden Miliolida. Su especie tipo es Fischerina rhodiensis. Su rango cronoestratigráfico abarca desde el Plioceno superior hasta la Actualidad.

## Discusión
Clasificaciones más recientes incluyen Fischerina en la superfamilia Nubecularioidea.

## Clasificación
Fischerina incluye a las siguientes especies:
- Fischerina antarctica
- Fischerina communis
- Fischerina densiseptata
- Fischerina differens
- Fischerina distincta
- Fischerina diversa
- Fischerina involuta
- Fischerina radiata
- Fischerina rhodiensis
- Fischerina stuckenbergi

Otras especies consideradas en Fischerina son:
- Fischerina carinata, de posición genérica incierta
- Fischerina dubia, aceptado como Fischerinella dubia
- Fischerina helix, aceptado como Fischerinella helix
- Fischerina pellucida, aceptado como Fischerinella pellucida
- Fischerina schlumbergeri, aceptado como Planispirina schlumbergeri